# Horigheid

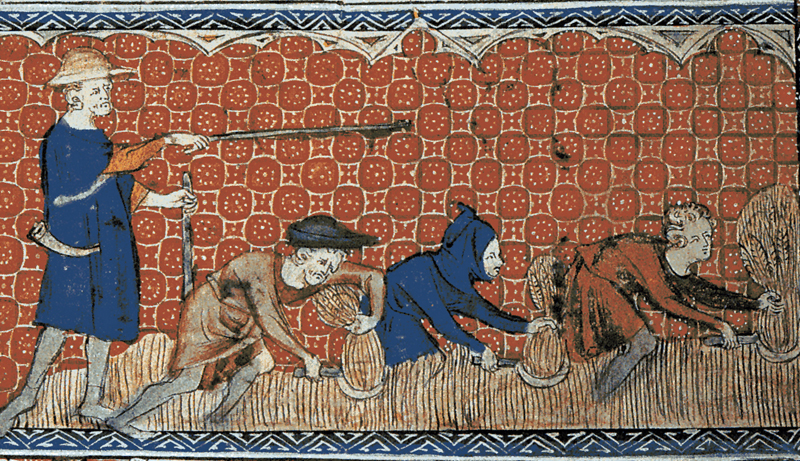
Horigen werken op het land aangedreven door de voorman

Horigheid is een sociale, economische en bestuurlijke machtsverhouding waarbij bepaalde mensen, boeren, cijnsboeren, en lijfeigenen, gebonden waren aan het land dat ze bewerkten en aan het absolute gezag van de landbezitter. Het is bekend uit de middeleeuwen en uit latere perioden.

## Overzicht
Veel economieën in de Europese middeleeuwen waren georganiseerd op basis van feodalisme, waarbij  grootgrondbezitters delen van hun grondgebied in bruikleen gaven aan anderen. Diegene die zo een stuk grond in leen kreeg kon delen daarvan weer aan anderen in leen geven enzovoort. Op deze manier is een hiërarchische gelaagdheid ontstaan van diverse groepen mensen en grondgebieden. Bewoners van een bepaald grondgebied moesten volledig gehoorzamen aan de heer (heerser) van dat gebied; de bewoners hadden aan het begin van deze periode niets te zeggen.
Een heer had rechten en plichten ten opzichte van zowel de heer boven hem als degene onder hem. 
Bovenaan de ladder van de machts- en eigendomsverhoudingen stonden de grootgrondbezitters, wereldlijke koningen of keizers en organisaties die behoorden tot de Rooms-Katholieke kerk. Hun eigendom kon zo groot zijn als het huidige Frankrijk of Duitsland . 
Onder hen kwamen personen die een stuk van het grondgebied toebedeeld hadden gekregen en daar de vruchten van mochten plukken in ruil voor allerlei verplichtingen; uit deze groep ontwikkelde zich de adel. Uit de nederzettingen die in een grondgebied ontstonden ontwikkelden zich verschillende groepen van de burgerij en op het land ontwikkelden degenen die het land bewerkten en hand- en spandiensten aan de heer verleenden, tot diverse groepen van boeren, onder wie de horigen.
De horigen waren boeren die gebonden waren aan de grond die zij bebouwden, onderhielden, bejaagden of bevisten. Ze mochten deze niet zonder toestemming van de heer verlaten (glebae adscripti = 'aan de aardkluit gebondenen'). Ook hun familieleden waren gebondenen. Horigen waren geen eigenaar van de grond en de gebouwen (de horigenhoeven) maar hadden hierover soms wel gebruiksrechten. In ruil daarvoor hadden ze verplichtingen, die konden bestaan uit:
- het bewerken van de grond, waarvoor ze vaak een klein deel van de oogst voor eigen gebruik mochten behouden.
- hand-en-spandiensten.
- meevechten met hun heer als diens domein werd aangevallen of als de heer bijstand moest verlenen aan zijn heer.

Van zijn kant had ook de heer verplichtingen tegenover zijn horigen, zoals het geven van bescherming tegen aanvallers op zijn grondgebied. 
De relatie tussen horige en heer kon in de loop van de tijd - door de ontwikkeling van het gewoonterecht - niet willekeurig of eenzijdig worden opgezegd. De functie kon op een gegeven moment ook overgaan op een volgende generatie.
In tegenstelling tot lijfeigenen konden horigen in sommige streken en op een gegeven moment wel houderschap hebben en overerven.

## Ontwikkeling van horigheid

### Ontstaan
Kleine vrije boeren zochten in de turbulente tijden van de vroege middeleeuwen bescherming bij een lokale heer. Afhankelijk van diens macht werd de verhouding tussen de boer en de heer vastgelegd. Deze konden dus door tijd en plaats verschillen. Deze boeren werden uiteindelijk de horigen.
Een tweede groep die tot horigen konden worden gerekend waren boeren die van hun land elders waren verdreven door bijvoorbeeld invallende troepen. Deze verdreven boeren moesten wel weer ergens een bestaan opbouwen en zochten (nu zonder land) bescherming bij een machtiger iemand. Deze kon natuurlijk zijn eigen voorwaarden stellen. Ze hadden niet zo heel veel tegenprestatie, behalve hun arbeid, terwijl daaraan bij tijden geen gebrek was. 
Tot slot waren er nog gebieden met heren die een meer Romeins georiënteerde bedrijfsvoering (latifundia) hadden. Zij zetten sinds de late Oudheid hun slaven in om op het land te werken.
Met name uit deze laatste groepen konden ook de lijfeigenen ontstaan. Maar lokale omstandigheden konden ook de eerste genoemde groep in de lijfeigenschap dwingen omdat ze een zwakke onderhandelingspositie hadden.

### Verloop
Doordat horigen wel gezien werden als mensen met rechten konden horigen ook meer of minder rechten krijgen. Oorlogshandelingen, misoogsten of inkomensgebrek bij de heer konden steeds aanleiding zijn om de rechten en plichten bij te stellen.

### Afschaffing
In West-Europa is de horigheid gaandeweg verdwenen, omdat steeds meer boeren rechten kregen, of omdat de horige en zijn heer overeenkwamen hun wederzijdse verplichtingen in geld uit te drukken, waarmee het goed bijvoorbeeld een tijnsgoed werd. Dit gold met name voor de verplichting een bepaald deel van de oogst af te staan. Een heer had soms meer aan geld; dan kon hij immers zelf beslissen waar hij zijn inkomsten aan uitgaf, of misschien moest hij geldschulden afbetalen. Deze constructie leidde ertoe dat er steeds meer nadruk kwam te liggen op geld, zodat dat de verhouding tussen de heer en zijn horigen ging bepalen en dus niet zoals voorheen de rechten en plichten.
In Frankrijk was de personele horigheid (servage personnel) - waarbij horigen aan het land van de heer dat ze moesten bewerken gebonden waren - verdwenen in de zestiende eeuw. De reële horigheid bleef bestaan, waarbij iemand horig genoemd werd door het als houder verwerven van een stuk grond met daaraan verbonden verplichtingen, en in de onmogelijkheid de grond te verkopen of te laten erven (bij overlijden keerde de grond terug naar de eigenaar, wat mainmorte genoemd werd). Vanaf de zeventiende eeuw was de mainmorte in Frankrijk een dode letter, behalve in de door Lodewijk XIV verworven nieuwe gebieden zoals de Franche-Comté, en was horigheid praktisch gezien vergelijkbaar met een pachtovereenkomst. De officiële afschaffing door Lodewijk XVI in 1779 was niet meer dan een formaliteit, hoewel de landeigenaars in de Franche-Comté het koninklijk decreet niet erkenden, omdat zij niet, zoals voorzien, schadeloos gesteld waren.
Na de Franse Revolutie werden de adellijke landgoederen aangeslagen en verkocht, en kwam een klasse van burger-eigenaars in de plaats van de adellijke heren en kerkelijke eigenaars. De reële horigheid (servage réel) werd in 1801 vervangen door het pachtrecht (louage d'ouvrage, later fermage), dat praktisch gezien niet verschilde van de reële horigheid zoals onder het einde van wat men in de Franse Revolutie het ancien régime noemde.

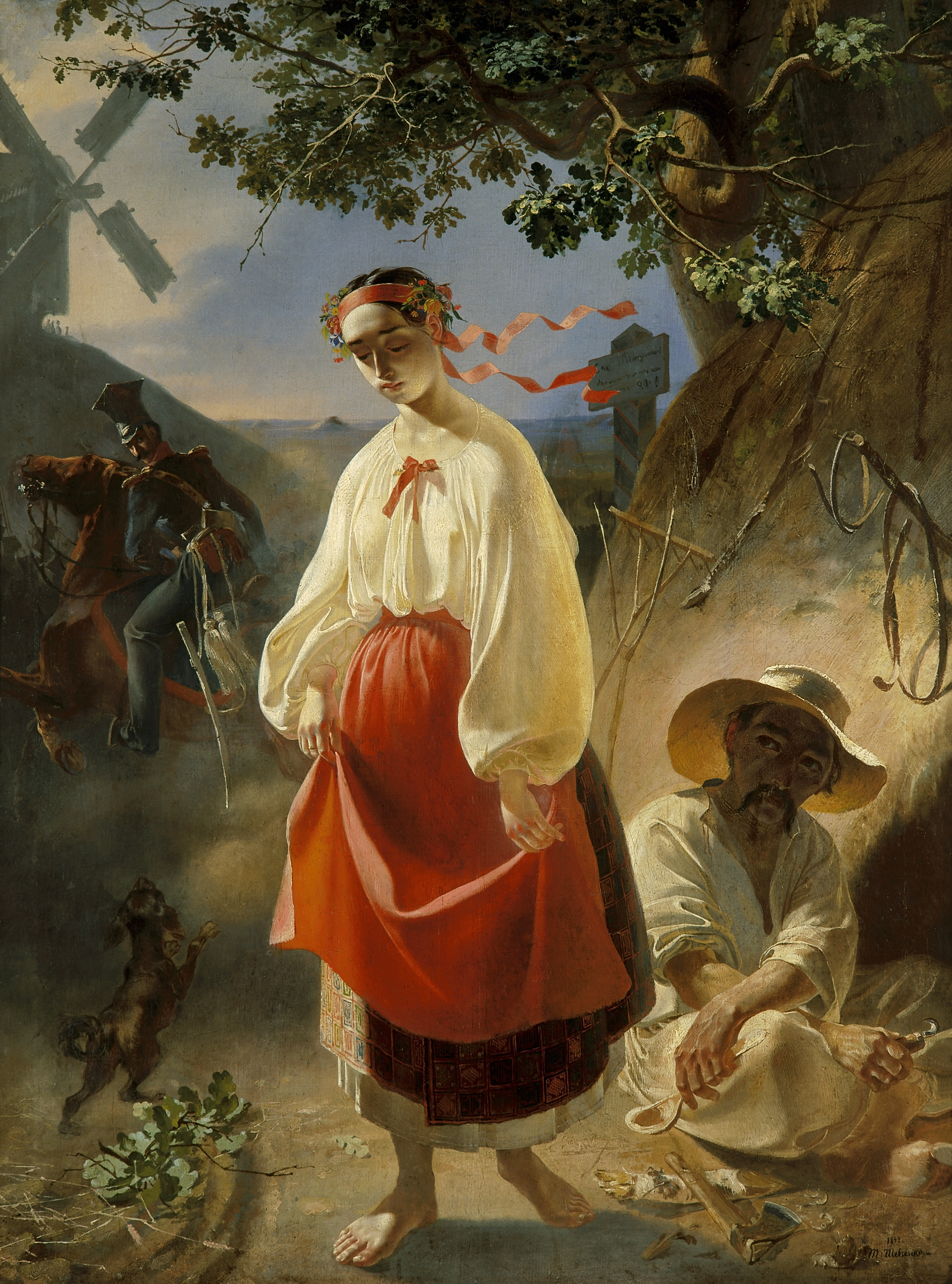
Katerina van Taras Sjevtsjenko (olieverf, 1842) stelt een horige Oekraïense voor. De schilder was zelf horige van geboorte; pas in 1861 werd de horigheid bij wet afgeschaft

### Nieuwe horigheid
In het Europa ten oosten van de rivier de Elbe tekende zich in de vroegmoderne tijd juist een omgekeerde ontwikkeling af: het ontstaan van de nieuwe horigheid waaraan de eerder vrije boeren van Rusland en Polen onderworpen werden. Hoewel horigheid in Rusland al sinds de elfde eeuw bestond, kwam deze eerst tot volle wasdom in de zeventiende eeuw en werd ze pas beëindigd in 1861.
Een verschil met de West-Europese horigheid was dat de nieuwe horigheid in Midden-Europa volledig geïntegreerd was in het vroege kapitalisme: onvrije boeren leverden hun overschotten aan hun heer, die deze verkocht op de internationale markt. Door voorheen vrije boeren binnen hun machtsgebied te dwingen graan te verbouwen in ruil voor bescherming, verhoogden heren als de koning van Pruisen hun productie; ze konden dit doen doordat na de Dertigjarige Oorlog (1618-1648) dit deel van Europa grotendeels verwoest was.
Tezelfdertijd ontstond in koloniaal Zuid-Amerika het haciëndasysteem, dat met de nieuwe horigheid vergelijkbaar is. Ook dit berustte op een vorm van horigheid (peonage) en was voor de koloniale machthebbers een middel om voor de markt te produceren.